# Laboratório Oceanográfico e Meteorológico do Atlântico
O Laboratório Oceanográfico e Meteorológico do Atlântico (em inglês:  Atlantic Oceanographic Meteorological Laboratory, AOML), é um laboratório governamental estadunidense do Escritório de Pesquisa Oceânica e Atmosférica da Administração Oceânica e Atmosférica Nacional.
A AOML conduz pesquisas básicas e aplicadas em oceanografia, meteorologia trópica, atmosférica e química oceânica, além da acústica subaquática no Oceano Atlântico.